# 쓰쿠바정
쓰쿠바정(筑波町)은 이바라키현 쓰쿠바군에 일찍이 존재했던 정이다. 1988년 1월 31일에 쓰쿠바시에 편입해 소멸하였다.

## 역사
- 1889년 4월 1일 - 시정촌제 시행으로 호조정, 다이촌, 오다촌, 다미야마촌, 사쿠오카촌 , 스가마촌이 성립하였다.
- 1955년 - 호조 지구 경찰서를 쓰쿠바 경찰서로 개칭.
- 1956년 9월 30일 - 사쿠오카 촌을 편입하다.
- 1957년 스가마촌을 편입하였다.
- 1965년 4월 29일 - 쓰쿠바 스카이라인 개통.
- 1965년 8월 11일 - 쓰쿠바 산 로프웨이 개통.
- 1969년 - 쓰쿠바 산이 국정공원으로 지정되다.
- 1972년 2월 - 쓰쿠바 연구 학원 도시 관계 정촌(※2)에 의해, 지쿠난 지방 광역 행정 사무조합 발족.
- 1974년 4월 - 미즈모리 지구에 지쿠난 지방 광역 행정 사무조합 제1 위생 센터 쓰레기 소각장 완공. (현재의 쓰쿠바시 환경 보전부 클린 센터)
- 1974년 10월 1일 - 오모테 쓰쿠바 스카이라인이 개통되어 쓰쿠바 퍼플라인 완성.
- 1978년 1월 17일 - 현립 쓰쿠바 고등학교 신교사 완성.
- 1978년 3월 - 쓰쿠바 경찰서 이전, 신청사 완공(1988년, 쓰쿠바키타 경찰서로 개칭→2020년, 경찰서의 통합·폐지에 따라 쓰쿠바 경찰서 쓰쿠바키타 경찰 센터로서 개편).
- 1984년 8월 - 쓰쿠바 종합 체육관 완공.
- 1987년 3월 31일 - 이 날짜부로 쓰쿠바 철도 쓰쿠바 선 폐지.4월 1일부터 대체 버스 운행 개시.
- 1987년 6월 21일 - 쓰쿠바 연구 학원 도시의 합병에 대해 현 지사가 수장에게 정식 요청.
- 1987년 8월 20일 - 쓰쿠바 연구 학원 도시 관계 정촌 합병 촉진 협의회 설립 총회 개최.
- 1987년 10월 31일 - 야타베 정, 오호 정, 도요사토 정, 사쿠라 촌이 합병 협정에 조인.
- 1987년 11월 2일 - 야타베 정, 오호 정, 도요사토 정, 사쿠라 촌 각 의회가 합병 의결.
- 1987년 11월 9일 - 현의회가 합병 의결.
- 1987년 11월 30일 - 다니타베 정, 오호 정, 도요사토 정, 사쿠라 촌과 합병해 쓰쿠바시가 되었다.
- 1988년 1월 31일 - 쓰쿠바 시, 쓰쿠바 정을 편입 합병하였다.

## 교통

### 도로
- 국도 제125호선
- 국도 제408호선